# Trinitapoli
Trinitapoli es una localidad italiana de la provincia de Barletta-Andria-Trani, región de Puglia, con 14.426 habitantes.

## Evolución demográfica
| Gráfica de evolución demográfica de Trinitapoli entre 1861 y 2001 |
|                                                                   |
| Fuente ISTAT - elaboración gráfica de Wikipedia                   |